# Juli Zeh
Juli Zeh född 30 juni 1974 i Bonn, men sedan 1995 bosatt i Leipzig, är en tysk författare av romaner, dramer och essäer med stort fokus på samhällsfrågor som hittills har kommit att ges ut i drygt femton länder. Zeh har även skrivit en avhandling i internationell rätt.

### Utgivet på svenska
- Zeh, Juli; Freij Lars W. (2003). Örn och ängel. Stockholm: Norstedt. Libris 8877910. ISBN 91-1-301087-5
- Zeh, Juli; Bredenkamp Christine (2006). Leklust. Stockholm: Norstedt. Libris 10135165. ISBN 91-1-301457-9
- Zeh, Juli; Bredenkamp Christine (2009). Fritt fall. Stockholm: Weyler. Libris 11329810. ISBN 9789185849130
- Zeh, Juli; Bredenkamp Christine (2010). Corpus Delicti: en process. Stockholm: Weyler. Libris 11810262. ISBN 978-91-85849-34-5
- Zeh, Juli; Bredenkamp Christine (2014). Stopptid. Stockholm: Weyler. Libris 14741327. ISBN 9789187347368
- Zeh, Juli; Bredenkamp, Christine (2019). Tomma hjärtan. Stockholm: Weyler. ISBN 9789176811665

### Ej på svenska (i urval)
- Zeh, Juli (2016). Unterleuten. München: Luchterhand Literaturverlag. Libris 19341088. ISBN 978-3-63087-487-6.

## Priser och utmärkelser
- Caroline-Schlegel-Preis,  2000[13]
- Deutscher Bücherpreis,  2002[13]
- Rauris litteraturpris,  2002[14]
- Förderpreis zum Literaturpreis der Stadt Bremen,  2002[15]
- Ernst-Toller-Preis,  2003[13]
- Förderpreis zum Friedrich-Hölderlin-Preis,  2003[13]
- P O Enquists pris,  2005[13]
- Prix Cévennes du roman européen,  2008[13]
- Carl-Amery-Literaturpreis,  2009[13]
- Gerty-Spies-Litteraturpris,  2009[13]
- Solothurner Literaturpreis,  2009[13]
- Thomas Mannpriset,  2013[13]
- Hoffmann-von-Fallersleben-Preis,  2014[13]
- Hildegard-von-Bingen-Preis für Publizistik,  2015[13]
- Kulturgroschen,  2015[16]
- Brüder-Grimm-Poetikprofessur,  2017[17]
- Bruno-Kreisky-Preis für das politische Buch,  2017[13]
- Samuel-Bogumil-Linde-Preis,  2017[18]
- Förtjänstkors med band av Förbundsrepubliken Tysklands förtjänstorden,  2018[19]
- Heinrich Böllpriset,  2019[20][21]

[Redigera Wikidata]